# Городское поселение Малаховка
Городско́е поселе́ние Мала́ховка — упразднённое в 2017 году муниципальное образование (городское поселение) упразднённого Люберецкого муниципального района Московской области. Образовано в 2005 году, включило рабочий посёлок Малаховка и деревню Пехорка, административно ему подчинённую.
Крупнейший населённый пункт, в котором расположена администрация поселения — рабочий посёлок Малаховка.
Глава городского поселения — Автаев Александр Николаевич.
Председатель Совета депутатов — Рындин Анатолий Карпович.

## Географические данные
Общая площадь — 16,65 км². Муниципальное образование находилось в западной части Люберецкого района и граничило с Раменским районом (на востоке и юге), городским поселением Томилино (на западе) и городским поселением Красково (на севере).

## Население
| 2006    | 2007    | 2008    | 2009    | 2010    | 2011    |
| ------- | ------- | ------- | ------- | ------- | ------- |
| 19 481  | ↘18 749 | ↘18 460 | ↗18 659 | ↗24 328 | ↗24 891 |
| 2012    | 2013    | 2014    | 2015    | 2016    | 2017    |
| →24 891 | ↗25 439 | ↗25 631 | ↗25 914 | ↗25 949 | ↗26 193 |

## История
Муниципальное образование «городское поселение Малаховка» в существующих границах было образовано на основании закона Московской области «О статусе и границах Люберецкого муниципального района и вновь образованных в его составе муниципальных образований». В его состав вошли два населённых пункта.
8 января 2017 года поселение упразднено вместе с преобразованием Люберецкого муниципального района в городской округ.

## Состав городского поселения
| № | Населённый пункт | Тип населённого пункта                  | Население |
| - | ---------------- | --------------------------------------- | --------- |
| 1 | Малаховка        | рабочий посёлок, административный центр | ↘25 670   |
| 2 | Пехорка          | деревня                                 | ↗313      |